# Mount Gaston
Mount Gaston är ett berg i Antarktis. Det ligger i Östantarktis. Australien gör anspråk på området. Toppen på Mount Gaston är 1 500 meter över havet.
Terrängen runt Mount Gaston är platt åt nordost, men åt sydväst är den kuperad. Trakten är obefolkad. Det finns inga samhällen i närheten.